# Ocuparea Ruhrului

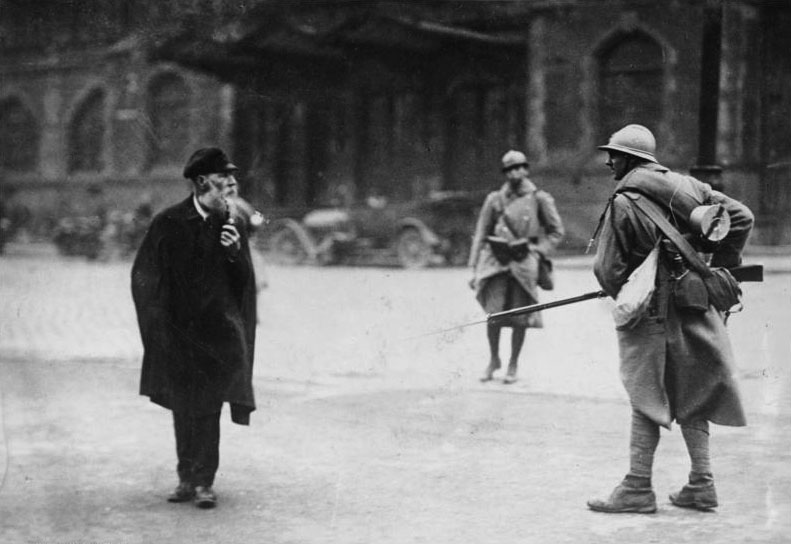
Soldaţi francezi în zona Ruhrului, în 1923.

Ocuparea Ruhrului de către trupe franco-belgiene între 1923 și 1925 a fost un răspuns la neplata de către Germania cancelarului Cuno a despăgubirilor de război dictate în urma Primului Război Mondial.

## Context

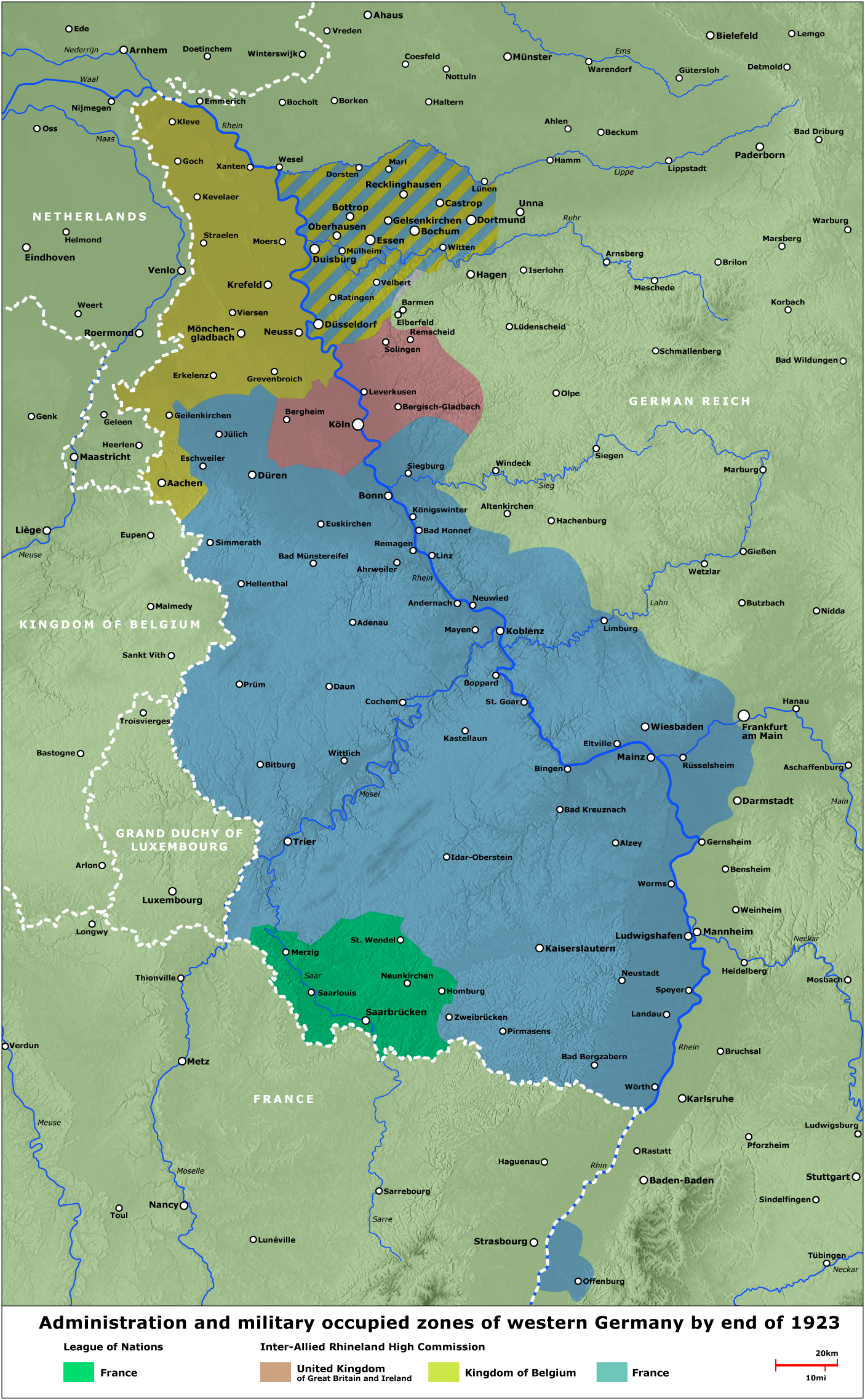
Germania Vestică în 1923

Spre sfârșitul lui 1922, întârzierile la plata despăgubirilor de către Germania erau atât de mari încât delegații francezi și belgieni din Comisia de Despăgubiri au cerut ocuparea Ruhrului pentru a-i încuraja pe germani să depună eforturi pentru a plăti. Delegatul britanic a cerut, în schimb, scăderea ratelor. Ca o consecință a întârzierilor masive ale Germaniei privind livrările de lemn în decembrie 1922, Comisia a declarat că Germania nu și-a îndeplinit obligațiile, ceea ce a dus la ocuparea Ruhrului in ianuarie 1923 de către Franța și Belgia.
Francezii acuzau că germanii își asumaseră cantitatea de lemn de livrat pe baza propriei evaluări a capacităților de producție și că această cantitate a fost chiar redusă față de evaluarea inițială. Aliații erau convinși că guvernul cancelarului Wilhelm Cuno a întârziat deliberat livrările de lemn. Germania întârziase și cu livrările de cărbune la începutul lui ianuarie 1923, a treizeci și patra oară în ultimele treizeci și șase de luni. Premierul francez Raymond Poincaré nu dorea să ordone ocuparea Ruhrului și a făcut aceasta doar după respingerea de către Londra a propunerilor sale privind sancțiuni mai moderate împotriva Germaniei. Frustrat de indisponibilitatea Germaniei de a plăti despăgubiri de război, Poincaré spera să obțină sancțiuni economice anglo-franceze împotriva Germaniei în 1922 și s-a opus acțiunii militare. În decembrie 1922, el s-a văzut confruntat cu opoziția anglo-americano-germană și cu lipsa combustibilului pentru producția franceză de oțel și a banilor pentru reconstruirea zonelor industriale devastate. Poincaré era exasperat de inactivitatea britanicilor, și a scris ambasadorului francez la Londra:
„Judecându-i de unii singuri pe alții, englezii, care sunt orbiți de loialitatea lor, au crezut mereu că germanii nu s-au achitat de obligațiile înscrise în tratatul de la Versailles pentru că nu au fost de acord cu ele. ... Noi, dimpotrivă, credem că dacă Germania, departe de a face cel mai mic efort de a duce tratatul la îndeplinire, a încercat mereu să se eludeze de obligațiile sale, aceasta este pentru că nici până acum ea nu este convinsă de înfrângerea sa. ... Suntem, de asemenea, siguri că Germania, ca națiune, se ține de cuvântul dat doar sub impactul necesităților.”
”

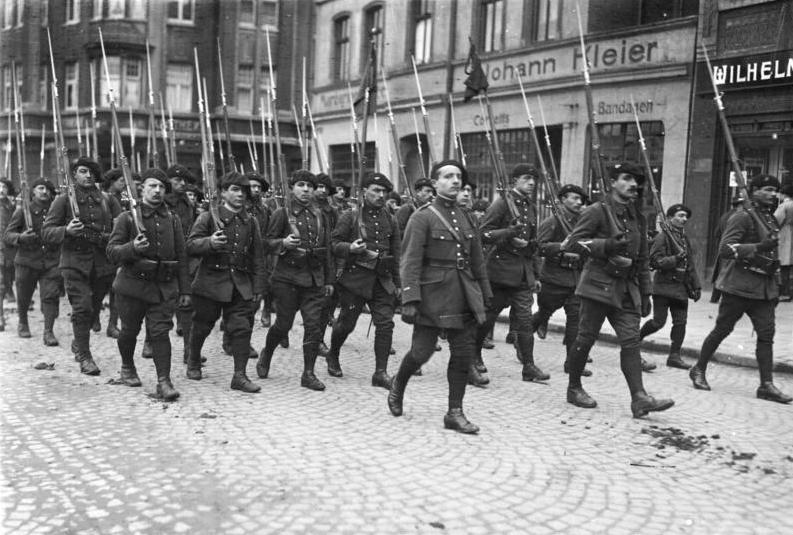
Chasseurs Alpins (Vânători de Munte) francezi în Buer

Poincaré a decis să ocupe Ruhrul la 11 ianuarie 1923 pentru a extrage despăgubirile el însuși. Pentru francezi, adevărata problemă în cadrul Ruhrkampf, în 1923, nu erau doar întârzierile livrărilor de lemn și cărbune, ci însăși sanctitatea tratatului de la Versailles. Poincaré le-a transmis, de multe ori, britanicilor că, dacă germanii își permit să sfideze tratatul de la Versailles în ce privește despăgubirile, atunci s-ar crea un precedent și, inevitabil, germanii vor începe să ignore și celelalte prevederi ale sale. În cele din urmă, Poincaré a declarat că odată distruse lanțurile care legaseră Germania la Versailles, atunci era inevitabil ca Germania să se lanseze într-un nou război mondial.
Inițiată de primul ministru al Franței Raymond Poincaré, invazia avea loc la 11 ianuarie 1923, cu scopul de a ocupa centrul german de producție de cărbune, fier și oțel din valea Ruhrului, pentru a obține banii datorați de Germania. Franța avea minereu de fier, iar Germania avea cărbune. Fiecare stat dorea să obțină acces liber la resursa care îi lipsea, întrucât împreună cele două resurse aveau mai multă valoare decât fiecare separat. Această problemă avea să fie rezolvată când s-a înființat Comunitatea Europeană a Cărbunelui și Oțelului.
În urma deciziei Franței de a invada Ruhrul, s-a înființat Misiunea Interaliată de Control al Fabricilor și Minelor [M.I.C.U.M.] pentru a asigura plățile în cărbune din partea Germaniei.

## Rezistența pasivă

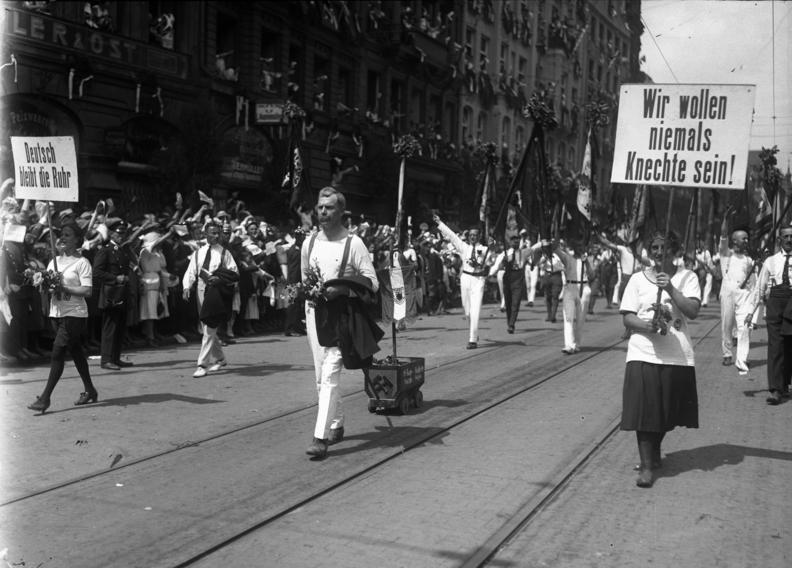
Protestul gimnaștilor din Ruhr la festivalul de gimnastică de la München (1923).

Ocupația a fost primită, la început, cu o campanie de rezistență pasivă (greve în toată Germania) și cu câteva incidente de sabotaj. Aproximativ 130 de civili germani au fost uciși de armata franceză de ocupație în timpul evenimentelor. Pentru a plăti „rezistența pasivă” pentru ocuparea Ruhrului, guvernul german a exacerbat hiperinflația deja problematică și care a distrus economia germană în 1923. În fața colapsului economic, cu șomajul și inflația la cote alarmante, grevele au fost anulate, în septembrie 1923, de către noul guvern de coaliție condus de Gustav Stresemann, care, apoi, a luat măsura declarării stării de urgență. Nemulțumirile sociale s-au manifestat prin revolte și tentative de lovitură de stat împotriva guvernului Republicii de la Weimar, printre care și puciul de la berărie, din München. La Aachen s-a proclamat Republica Renană în octombrie 1923.
Deși francezii au reușit să obțină ce au dorit din ocuparea Ruhrului, germanii au câștigat simpatia opiniei publice mondiale prin rezistența pasivă și prin hiperinflația care le-a distrus economia și, în urma presiunilor financiare anglo-americane (scăderea simultană a valorii francului a făcut Franța vulnerabilă la presiuni din partea Wall Street și a bursei din Londra), Franța a trebuit să accepte planul Dawes din aprilie 1924, care a redus substanțial tranșele de despăgubire plătite de Germania. Conform planului Dawes, Germania a plătit doar 1 miliard de mărci în 1924, după care sume din ce în ce mai mari în următorii trei ani, până la 2,25 miliarde în 1927.
Pe plan internațional, ocupația a crescut simpatia față de Germania, deși nu s-a efectuat nicio acțiune la Liga Națiunilor, întrucât era legală și în conformitate cu Tratatul de la Versailles. Francezii, care aveau propriile lor probleme economice, au acceptat, în cele din urmă, Planul Dawes și s-au retras din zonele ocupate în iulie și august 1925. Ultimii soldați francezi au plecat din Düsseldorf și Duisburg, punând capăt ocupației franceze a Ruhrului, la 25 august 1925. Ocuparea Ruhrului a fost profitabilă și nu a cauzat nici hiperinflația germană, care începuse în 1922 și a crescut din cauza răspunsului german la ocuparea Ruhrului, și nici prăbușirea francului din 1924, cauzată de practicile financiare franceze. Profiturile s-au ridicat, după scăderea costurilor, la 900 de milioane de mărci aur.

## Rezultat
Pentru a implementa planul Dawes, la Londra s-a ținut o conferință în iulie-august 1924. Primul ministru britanic J. Ramsay MacDonald, care considera despăgubirile imposibil de plătit, a insistat pe lângă premierul francez Édouard Herriot să facă o serie de concesii Germaniei. Diplomatul britanic Sir Eric Phipps comenta: „Conferința de la Londra a fost pentru «omul de pe stradă» francez un lung calvar... văzându-l pe dl. Herriot abandonând una după una drepturile franceze din Comisia de Reparații, dreptul la sancțiune în cazul nerespectării termenilor de către Germania, ocuparea economică a Ruhrului, calea ferată franco-belgiană Régie și, în cele din urmă, ocupația militară a Ruhrului într-un singur an”. 